# Alaska Aviation Museum

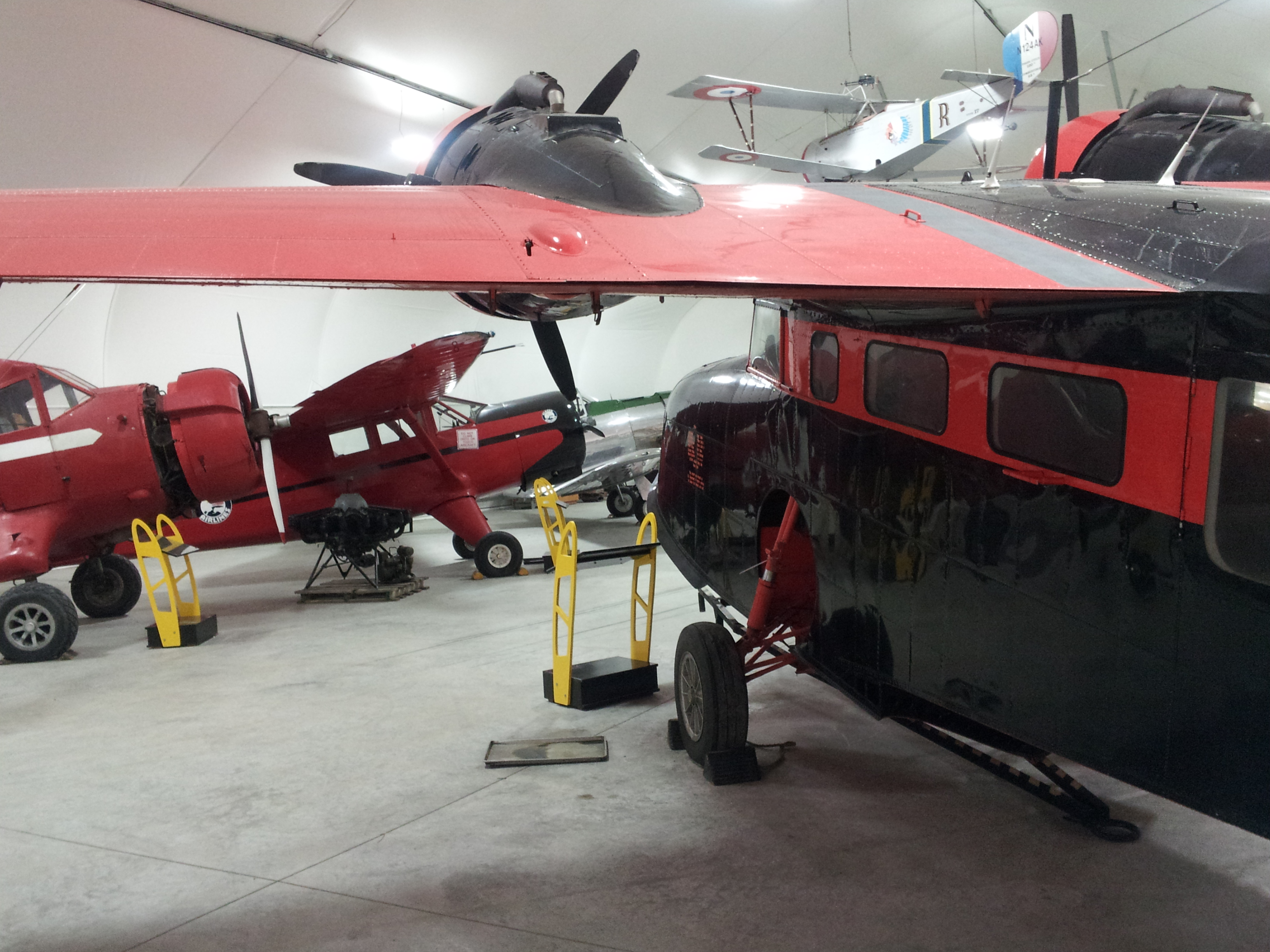

Das Alaska Aviation Museum (früher Alaska Aviation Heritage Museum) an der Lake Hood Seaplane Base in Anchorage, Alaska pflegt seit 1988 das Luftfahrterbe Alaskas. Historische Flugzeuge, Artefakte und Erinnerungsstücke sollen das Interesse der Öffentlichkeit an der Luftfahrt und ihrer Geschichte wecken.
Das Museum präsentiert über 30 Flugzeuge, einen Hangar für die Restaurierung, Flugsimulatoren, zwei Theater und eine Hall of Fame. Es demonstriert die Entwicklung der Luftfahrt in Alaska, einschließlich der typischen Buschfliegerei und der Armeebasis im Zweiten Weltkrieg auf Adak Island.